# Viorel Etko
Viorel Etko (ur. 23 lutego 1978) – brytyjski zapaśnik walczący w stylu wolnym. Dwukrotny uczestnik mistrzostw świata, jedenasty w 2008. Jedenasty na mistrzostwach Europy w 2008. Brązowy medalista Igrzysk Wspólnoty Narodów w 2014; piąty w 2010 i dwunasty w 2018, gdzie reprezentował Szkocję. Trzeci na mistrzostwach Wspólnoty Narodów w 2009 roku.